# Rally van Marokko
De Rally van Marokko, formeel Rallye du Maroc, was een rally gehouden in Marokko en is een paar jaar een ronde geweest van het wereldkampioenschap rally.

## Geschiedenis
De Rallye du Maroc werd in 1934 voor het eerst georganiseerd. Het was een zware competitie, waarbij het hele land werd doorkruist en de route grotendeels ging via soms onbegaanbare onverharde wegen. Vanaf 1971 ging de rally meetellen voor het internationaal kampioenschap voor constructeurs, welke vervolgens opging in het wereldkampioenschap rally in 1973, waardoor het evenement dat jaar de WK-status verkreeg. Na een jaar absentie keerde de rally nog terug in het WK in 1975 en 1976, maar verloor het hierna zijn plaats op de kalender. De rally keerde later terug als ronde van het Afrikaans rallykampioenschap en werd in 1988 voor het laatst verreden.

## Lijst van winnaars

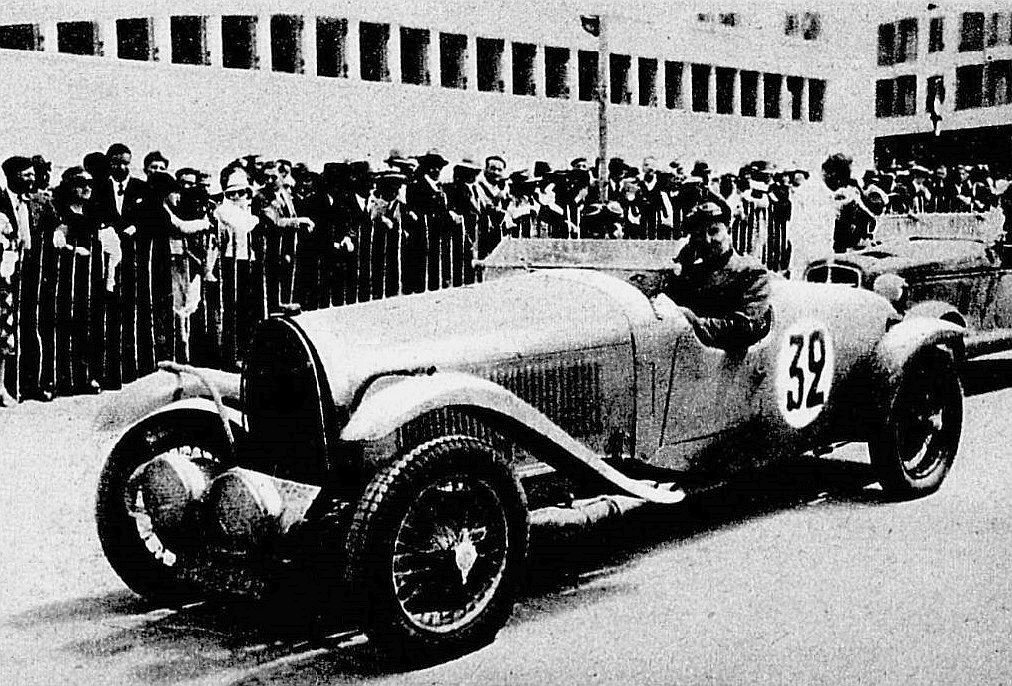
Jean Trévoux als winnaar van het evenement in zijn Bugatti in 1935

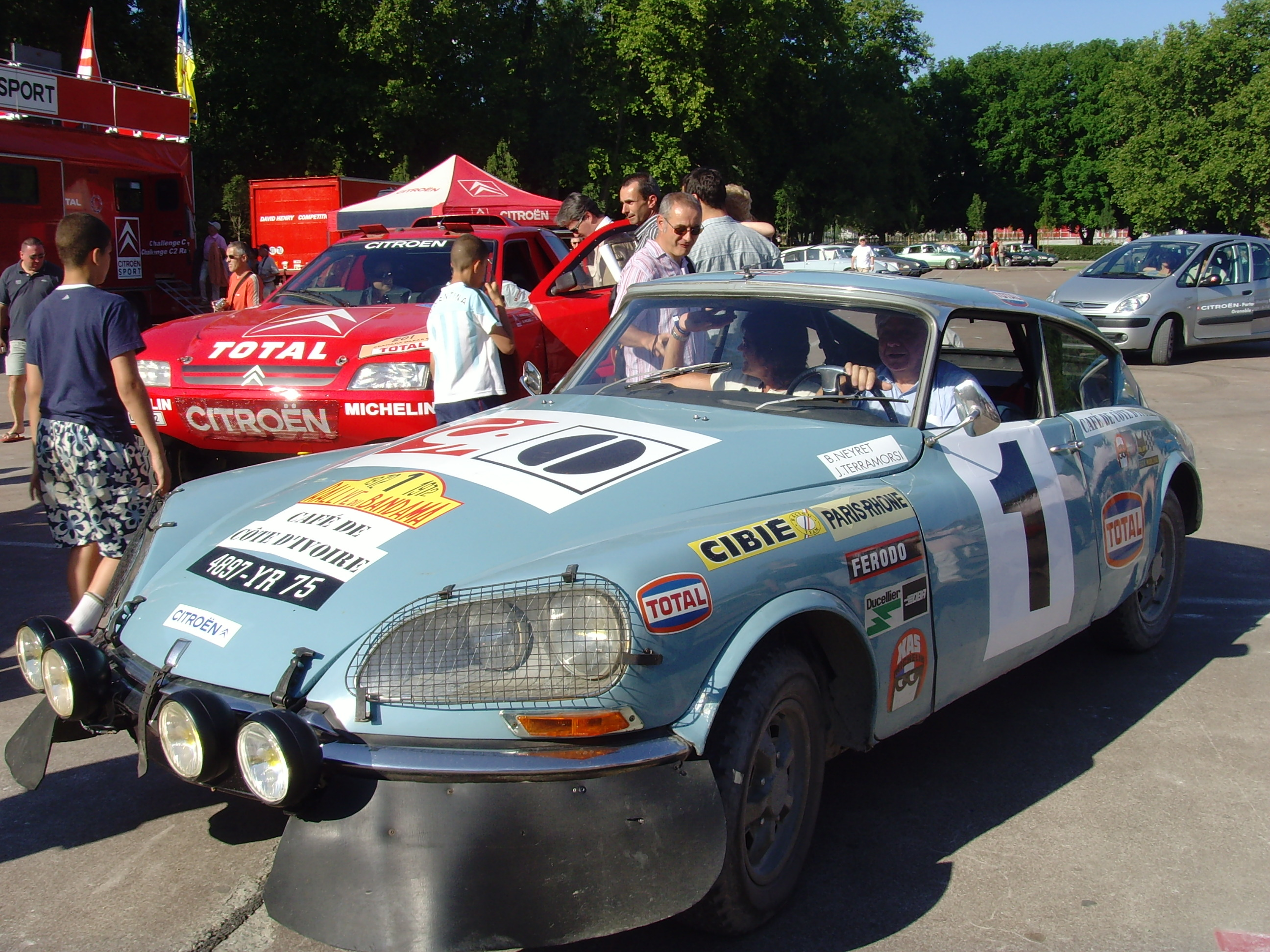
De Citroën DS 21 Rally Prototype welke zegevierde in 1969 en 1970

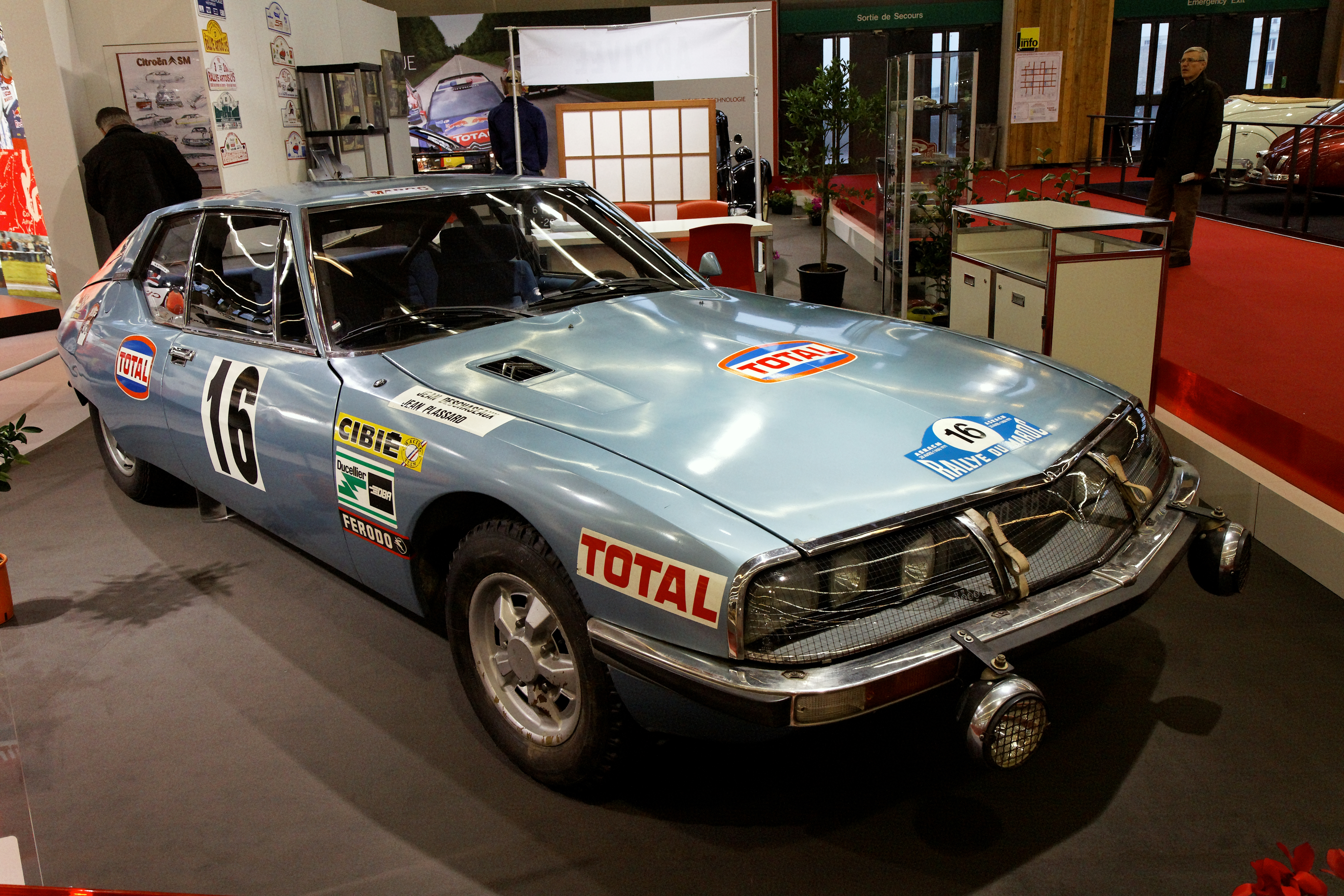
De Citroën SM waarmee lokale rijder Jean Deschazeaux de rally in 1971 won

| Editie | Seizoen     | Rijder               | Navigator            | Auto                       |                      |
| ------ | ----------- | -------------------- | -------------------- | -------------------------- | -------------------- |
| 23     | 1988        | Paul-Émile Decamps   | Michel Gautheron     | Opel Manta 400             |                      |
| 22     | 1987        | Maurice Chomat       | Gilles Thimonier     | Citroën Visa 1000 Pistes   |                      |
| 21     | 1986        | Alain Ambrosino      | Daniel Le Saux       | Nissan 240RS               |                      |
| 20     | 1985        | Shekhar Mehta        | Yvonne Mehta         | Nissan 240RS               |                      |
|        | 1984 - 1977 | Rally niet gehouden. | Rally niet gehouden. | Rally niet gehouden.       | Rally niet gehouden. |
| 19     | 1976        | Jean-Pierre Nicolas  | Michel Gamet         | Peugeot 504 TN             |                      |
| 18     | 1975        | Hannu Mikkola        | Jean Todt            | Peugeot 504 TN             |                      |
| 17     | 1974        | Jean-Pierre Nicolas  | Christian Delferrier | Alpine-Renault A110 1800   |                      |
| 16     | 1973        | Bernard Darniche     | Alain Mahé           | Alpine-Renault A110 1800   |                      |
| 15     | 1972        | Simo Lampinen        | Sölve Andreasson     | Lancia Fulvia 1.6 Coupé HF |                      |
| 14     | 1971        | Jean Deschazeaux     | Jean Plassard        | Citroën SM                 |                      |
| 13     | 1970        | Bob Neyret           | Jacques Terramorsi   | Citroën DS 21 Proto        |                      |
| 12     | 1969        | Bob Neyret           | Jacques Terramorsi   | Citroën DS 21 Proto        |                      |
| 11     | 1968        | Jean-Pierre Nicolas  | Jean De Alexandris   | Renault 8 Gordini          |                      |
| 10     | 1967        | Robert La Caze       | Raymond Ponnelle     | Renault 8 Gordini          |                      |
|        | 1966 - 1956 | Rally niet gehouden. | Rally niet gehouden. | Rally niet gehouden.       | Rally niet gehouden. |
| 9      | 1955        | Jean Deschazeaux     | Marteau              | Peugeot 203                |                      |
| 8      | 1954        | Robert La Caze       | Grammatico           | Simca Aronde               |                      |
| 7      | 1953        | Paul van de Kaart    | Jacques Péron        | Porsche 356                |                      |
| 6      | 1952        | Robert Amic          | Mareschi             | Simca Aronde               |                      |
| 5      | 1951        | Jean Lucas           | Jacques Péron        | Ferrari 212 Export         |                      |
| 4      | 1950        | Charles Preynat      | André Costa          | Simca 8 Sport              |                      |
|        | 1949 - 1938 | Rally niet gehouden. | Rally niet gehouden. | Rally niet gehouden.       | Rally niet gehouden. |
| 3      | 1937        | Jean Trévoux         | Marcel Lesurque      | Hotchkiss 686              |                      |
|        | 1936        | Rally geannuleerd.   | Rally geannuleerd.   | Rally geannuleerd.         | Rally geannuleerd.   |
| 2      | 1935        | Jean Trévoux         | Marcel Lesurque      | Bugatti 3.0                |                      |
| 1      | 1934        | Frédéric Bravard     | n.b.                 | Essex Terraplane           |                      |

## Maroc Historic Rally
De rally maakte in 2010 een terugkeer als een rally voor historische auto's, eerst onder de naam Rallye International du Maroc Historique, en sinds 2017 als de Maroc Historic Rally.

#### Lijst van winnaars
| Editie | Jaar | Rijder                  | Navigator             | Auto                         |
| ------ | ---- | ----------------------- | --------------------- | ---------------------------- |
| 8      | 2017 | Bernard Barrile         | Patrick Chiappe       | Talbot Sunbeam Lotus         |
| 7      | 2016 | Bernard Barrile         | Patrick Chiappe       | Talbot Sunbeam Lotus         |
| 6      | 2015 | Bernard Munster         | Johan Gitsels         | Porsche 911                  |
| 5      | 2014 | Jean-François Berenguer | Aline Berenguer-Marès | Ford Escort MKII             |
| 4      | 2013 | Christophe Vaison       | Pascal Duffour        | Peugeot 504 V6 Coupé         |
| 3      | 2012 | Bernard Munster         | Johan Gitsels         | Porsche 911 Carrera RS Proto |
| 2      | 2011 | Grégoire de Mevius      | Alain Guehennec       | Porsche 911 Carrera RS Proto |
| 1      | 2010 | Grégoire de Mevius      | Alain Guehennec       | Porsche 911 Carrera RS Proto |